# シャンタル・アケルマン
シャンタル・アケルマン（Chantal Akerman、発音 : [ʃɑ̃tal akɛʁman]、1950年6月6日 - 2015年10月5日）は、ベルギー出身の映画監督。米国のアンダーグラウンド映画などからの強い影響のもと、自らの内面や女性の生活環境を深く見つめる撮影手法を開拓し、近年になって、その映画史上の革新的な位置が高く評価されるようになった。また初期のフェミニスト映画理論家としても欧米を中心に再受容が進んでいる。
長篇やドキュメンタリーなど生涯に40本の作品を残し、とくに20代で監督した『ジャンヌ・ディエルマン ブリュッセル1080、コメルス河畔通り23番地』や『アンナの出会い』などが代表作とみなされている。

## 来歴
1950年6月6日、ブリュッセルに生まれる。ユダヤ人の両親を持つ。彼女の父方の祖父母は、反ユダヤ主義の強まっていたポーランドを逃れ、ブリュッセルへ渡った。貧困の中で育った彼女の父親は、12歳の頃から働き、18歳で自らの工場を持つに至った。母方の祖父母はアウシュヴィッツ＝ビルケナウ強制収容所で死去し、彼女の母親は生還した。
高校に進学後は学校になじめず、映画館に入り浸る生活を送ったという。15歳のときジャン＝リュック・ゴダールの『気狂いピエロ』に出会い、のちにアケルマンはこれが映画監督を志す決定的なきっかけになったと振り返っている。
高校卒業後はベルギーの映画学校 INSAS に進学、1967年に卒業すると、13分間の短編『街をぶっとばせ』を制作した。この作品では、ベルギーの無機質なアパートで、アケルマン自ら演じる若い女性がキッチンに閉じ籠もって、ひとり食事をしたり突然掃除を始めたりする様子がランダムに映し出される。この作品は、公開当時まったく注目されなかったが、後年、世の女性を閉じ込めている社会の圧力に抗する姿を描いているとして、後のフェミニスト映画の先駆的な試みと評価されるようになった。
そののちパリへ移り、国際演劇大学 (Université Internationale du Théâtre)にごく短期間滞在。2作目『部屋』（1971年）の完成後すぐに中退し、ニューヨークへ移った。

### ニューヨークへ

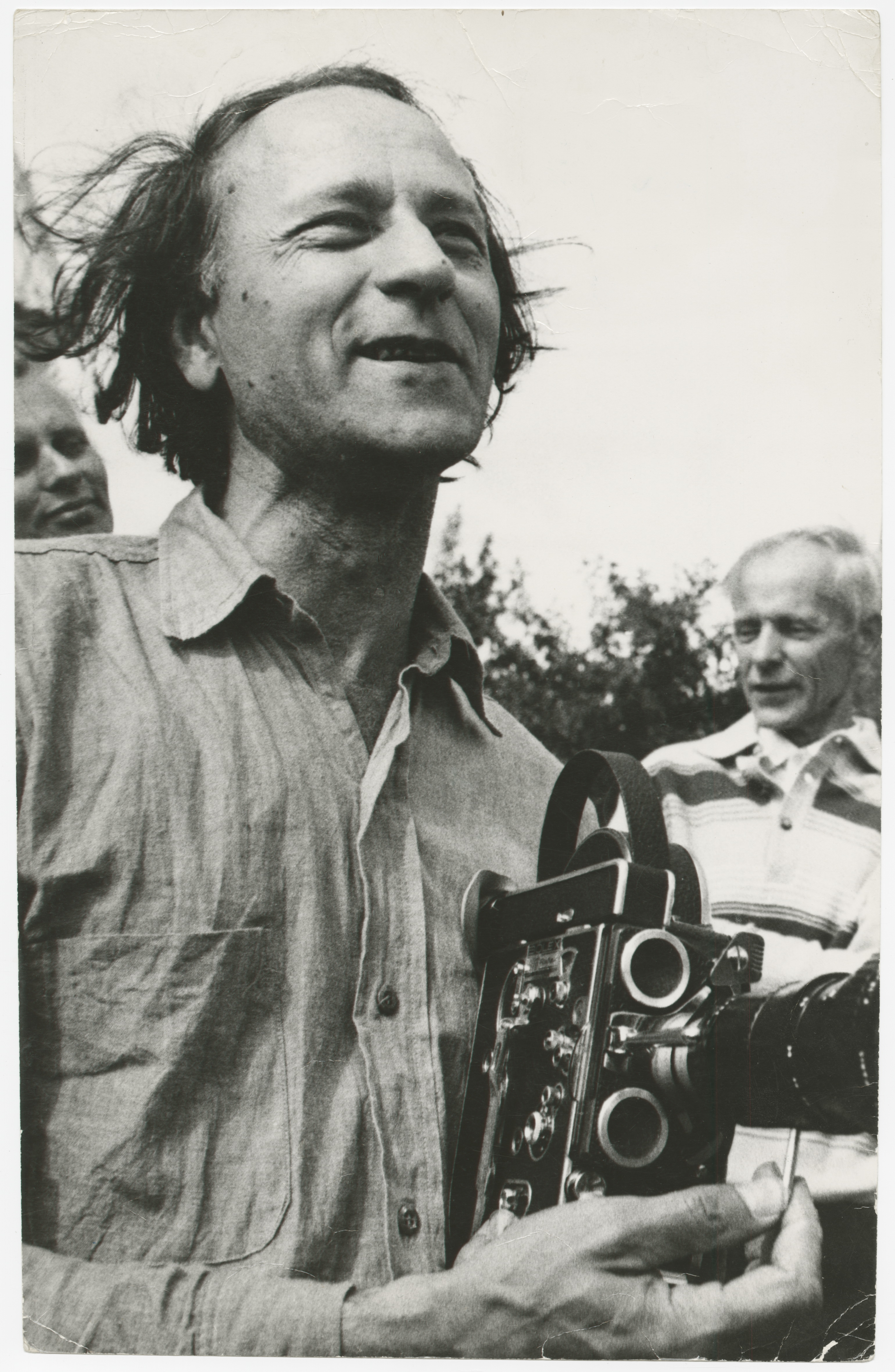
ニューヨークで実験映画の運動を主導したひとりジョナス・メカス（1971年）。アケルマンはメカスらの内省的な表現手法に多くを学んでいる。

当時のニューヨークでは、アンダーグラウンド映画の巨匠となるジョナス・メカスやマイケル・スノウらが、メカスの創始した映画館・映画保存拠点である「アンソロジー・フィルム・アーカイブス」に集まり、精力的に作品を発表していた。
アケルマンはここでスノウの構造主義映画、メカスのエッセイ・フィルムと出会って深い衝撃を受け、どうすれば従来の映画文法とはまったく異なる撮影手法を生み出し、しかもそれを自らの女性としての社会的位置を鋭く批評する手段として使えるかについて思索をめぐらせるようになった。
この思索の過程で、まず『ホテル・モンタレー』（1972年）、『Hanging Out Yonkers』（1973年、日本未公開) などがニューヨークで制作される。
さらに『私、あなた、彼、彼女』（1974年）では、アケルマンの演じる若い女性が、自由をもとめて狭い室内を脱出して、彷徨を繰り返すなか出会った女と愛し合うようになる姿を、メカスらに学んだ独白的ナレーションで描いてみせた。

### 『ジャンヌ・ディエルマン』の歴史的成功
これらの作品で制作現場の実績を積んだのちに、アケルマンがベルギーに戻って取りかかったのが3時間の長篇『ジャンヌ・ディエルマン ブリュッセル1080、コメルス河畔通り23番地』（1975年）である。この作品では、ニューヨークで出会った撮影監督バベット・マンゴルト (Babette Mangolte) をはじめ女性の制作スタッフが集められ、制作体制としてもフェミニスト映画たることが目指された。
映画では、ブリュッセルに暮らす専業主婦ジャンヌ・ディエルマンの退屈な日常生活が克明に描かれてゆく。彼女は日々の家事をこなすのと全く変わらぬ冷静さで売春を行い、見知らぬ男を部屋に招き入れている。フラットな撮影手法とロングテイク（長回し）を多用して、彼女の日常と売春の様子を省略することなく淡々と見つめるこの映画は、家事のシーンを編集作業によって短縮することが意図的に避けられたため、映画は当時としては異例の3時間という長さになった。

アケルマンの狙いは、当時の世界で女性の大半が人生の多くの時間を割いている「家事」というものの核心が、単純作業の退屈さとその果てしない反復にあるにもかかわらず、従来の映画撮影手法では、それらがすべて編集でカット・圧縮されてしまい女性の世界を適切に表現していない、という事態を転覆させることにあったとされる。

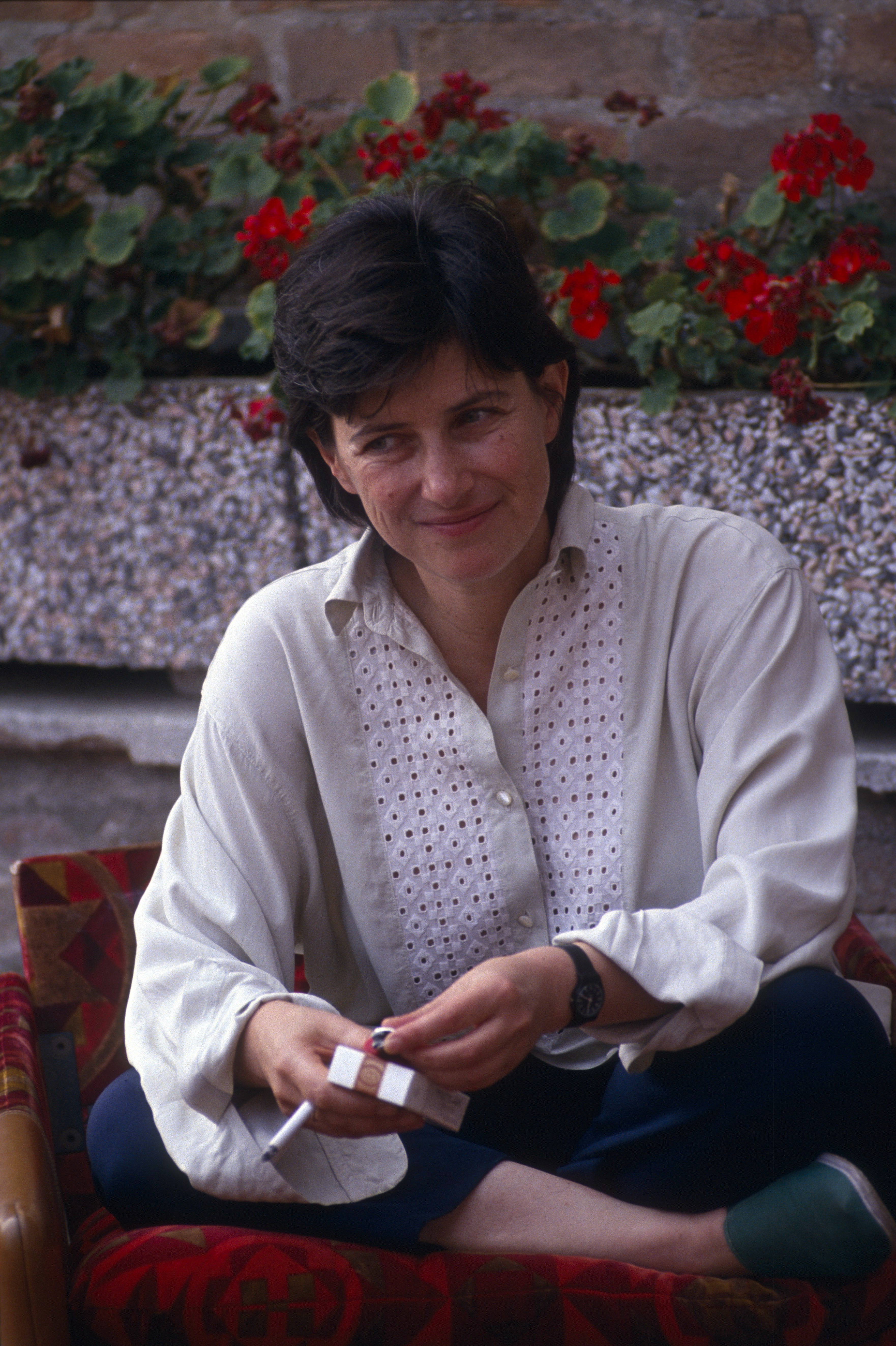
晩年のアケルマン。

当時の欧米では、女性プロデューサーや批評家らが「フェミニスト映画理論」の構築をめざして、映画祭の開催や映画雑誌の刊行などさまざまな試みを始めていた。『ジャンヌ・ディエルマン』公開の翌年には、映画批評家ローラ・マルヴィによるフェミニスト映画理論の記念碑的な論文「物語映画と視覚的快楽」が発表され、26歳のアケルマンは、この流れの中でフェミニスト映画の旗手として世界的な名声を手にすることになった。

### 1980年代以後
この成功後、アケルマンはニューヨークでの疎外感を母親からの手紙の朗読と路上ショットだけで撮りきった『家からの手紙』（1976年）、そして『ジャンヌ・ディエルマン』の手法で仕事をもつ女性の孤独を描く『アンナの出会い』（1978）という二つの傑作を立てつづけに制作する。
以後の1980年代から90年代にかけて、アケルマンはフランスのテレビ局を中心に、コメディやミュージカル、テレビドラマなどハリウッド流の古い映像語法に従ったかのような商業作品を多く作り続けるが、一方で、90年代の後半からビデオインスタレーション・アートに進出。セントルイス現代美術館やロンドンで大規模な個展が開かれ、ニューヨークの実見映画の系譜に再び脚光を集めた。2011年にはニューヨーク市立大学シティ・カレッジに客員講師として招かれている。
2015年10月5日、鬱病で入院生活を送っていたパリで死去。65歳だった。劇映画としては最後の作品となった『オルメイヤーの阿房宮』（2011）の不評・興行的失敗などを苦にした自殺だったとも言われる。

## 評価

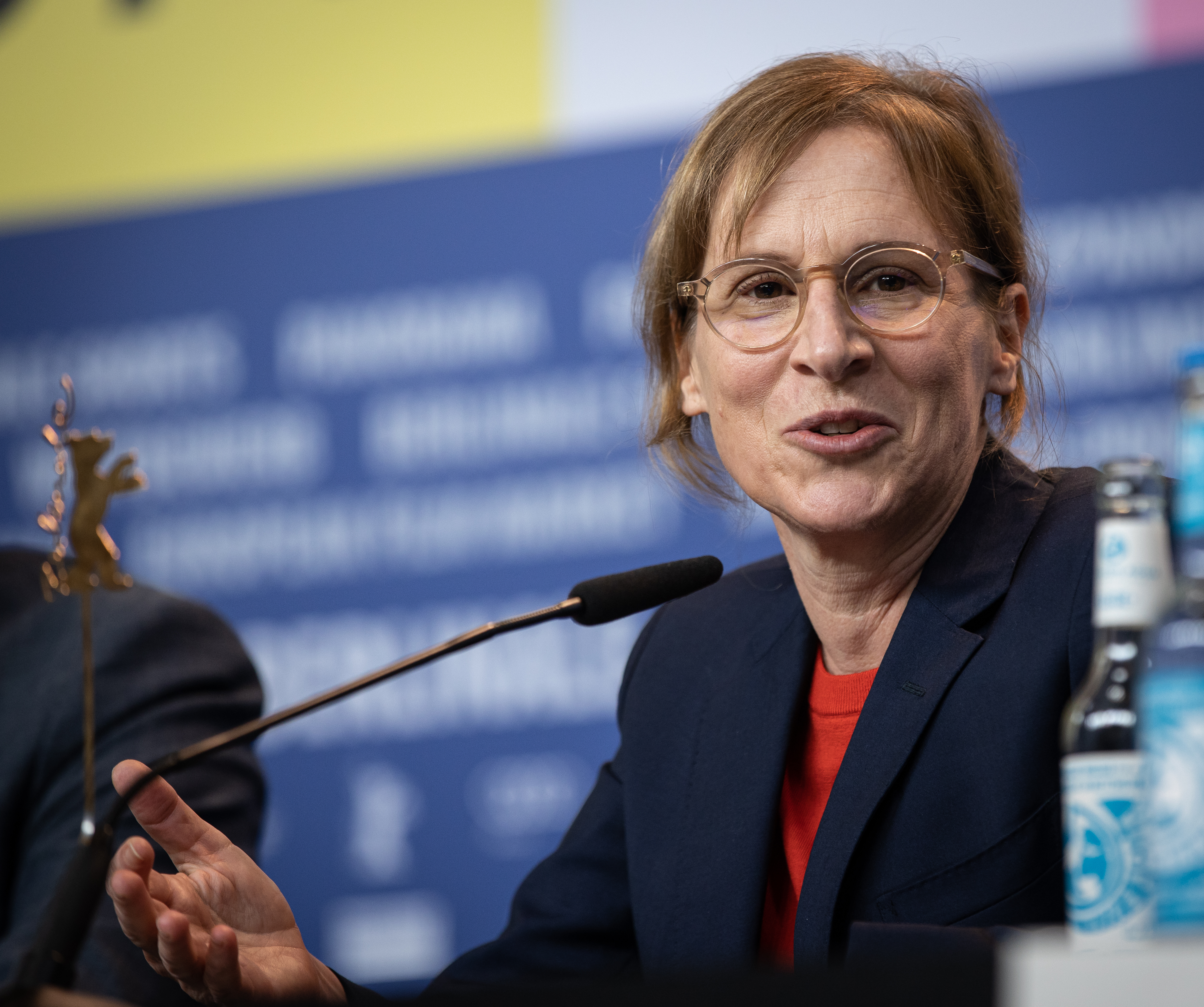
『ウェンディ＆ルーシー』などの作品で知られる映画監督ケリー・ライカート。ライカートは新作の制作に取りかかるとき、必ず『ジャンヌ・ディエルマン』を見返すという（ベルリン国際映画祭、2020年）。

上述のとおり、アケルマンは主にフェミニスト映画の旗手として高く評価されてきたが、「短く効果的なショットを撮影する」「これをリズムよく編集する」という一般的な映画の語りの手法に従わない作品を意図的に追求した点も、近年になって映画史的功績として注目されるようになった。
「短いショット／素早い編集」をしりぞけると、当然ロングテイク（長回し）が多用されることになり、映画全体も長大化するため、興行的には不利なアート作品に近づいてゆくことになる。
そうした不利な条件を乗り越えて、映画を純粋な表現形態として作りかえようとしたアケルマンの試みは、後年、台湾の蔡明亮（ツァイ・ミンリャン）やタイのアピチャートポン・ウィーラセータクン、オーストリアのミヒャエル・ハネケ、または日本の濱口竜介など、「スロー・シネマ」と総称されるような静謐・内省的な作品づくりの系譜へつながってゆく。
また、フェミニストとして自覚的に女性の内面を見つめようとする手法は、アメリカのバーバラ・ハマーや、オーストラリアのジェーン・カンピオンなど数多くの女性監督の先駆けとなった。このほかサラ・ポーリーやグレタ・ガーウィグなど、アケルマンの手法に多くを学んだと公言する女性の映画人は数多い。
これらの功績と影響の大きさが評価され、英国映画協会が世界各国の研究者・批評家からの回答をもとに10年ごとに集計している「オールタイムベスト100選」では、2022年末に『ジャンヌ・ディエルマン』を第1位に選出している。
現在『ジャンヌ・ディエルマン』と並んでアケルマンの作品で注目されているのは、通俗的なドラマと平行して世界各地で制作されていたドキュメンタリー映画である。とりわけ『東から』（1993年）、遺作となった『ノー・ホーム・ムーヴィー』（2015年）などは、ユダヤ人としての自らの家族の系譜、とくに自身と母親との関わりを深く見つめた作品として再評価されている。

## フィルモグラフィー

### 映画
- 街をぶっ飛ばせ（1968年） - 監督・出演
- 部屋（1972年） - 監督・脚本・編集・出演
- ホテル・モンタレー（1972年） - 監督・製作
- 8月15日（1973年） - 監督・脚本・撮影・編集
- 私、あなた、彼、彼女（1974年） - 監督・脚本・製作・出演
- ジャンヌ・ディエルマン ブリュッセル1080、コメルス河畔通り23番地（1975年） - 監督・脚本
- 家からの手紙（1976年） - 監督
- アンナの出会い（1978年） - 監督・脚本
- 一晩中（1982年） - 監督・脚本
- 新パリところどころ「おなかすいた、寒い」（1984年） - 監督・脚本
- 彼女は陽光の下で長い時を過ごした（1985年） - 出演
- ゴールデン・エイティーズ（1986年） - 監督・脚本
- 芸術省（1989年） - 出演
- アメリカン・ストーリーズ/食事・家族・哲学（1989年） - 監督・脚本
- 忘却に抗って - 命のための30通の手紙「エル・サルヴァドル、フェーベ・エリザベス・ベラスケスのために」（1991年） - 監督
- 東から（1993年） - 監督・脚本
- ブリュッセル、60年代後半の少女のポートレート（1994年） - 監督
- カウチ・イン・ニューヨーク（1996年） - 監督・脚本
- 囚われの女（2000年） - 監督・脚本
- 向こう側から（2002年） - 監督・撮影
- オルメイヤーの阿房宮（2011年） - 監督・脚本・製作
- ノー・ホーム・ムーヴィー（2015年） - 監督・脚本・製作

## 関連文献
- Akerman, Chantal. Chantal Akerman: Autoportrait en cinéaste. Edited by Claudine Paquot. Paris: Editions du Centre Pompidou, 2004.
- Akerman, Chantal. Œuvre écrite et parlée, Paris, L'Arachnéen, 2024 ISBN 978-2373670226
- Block, Marcelline. “Chantal Akerman.” In Directory of World Cinema: Belgium. Edited by Marcelline Block and Jeremi Szaniawski, 71–76. Bristol, UK: Intellect Books, 2013.
- Creveling, Christina. “Women Working.” Camera Obscura 1 (1976): 136–139.
- Margulies, Ivone (1996). Nothing Happens: Chantal Akerman's Hyperrealist Everyday. Duke University Press. ISBN 978-0-8223-1723-4
- Foster, Gwendolyn Audrey, ed (2003). Identity and Memory: The Films of Chantal Akerman. Southern Illinois University Press. ISBN 978-0-8093-2513-9
- Fowler, Cathy. “Chantal Akerman.” In The Oxford Guide to Film Studies. Edited by John Hill and Pamela Church Gibson, 489–491. Oxford and New York: Oxford University Press, 1998.
- Pravadelli, Veronica. Performance, Rewriting, Identity: Chantal Akerman’s Postmodern Cinema. Turin, Italy: Otto, 2000.
- Schmid, Marion. Chantal Akerman. Manchester, UK: Manchester University Press, 2010.